# Aaron Devor
 (novembre 2017).
Si vous disposez d'ouvrages ou d'articles de référence ou si vous connaissez des sites web de qualité traitant du thème abordé ici, merci de compléter l'article en donnant les références utiles à sa vérifiabilité et en les liant à la section « Notes et références ».
Aaron H. Devor (né en 1951) est un sociologue et sexologue canadien, connu pour ses recherches sur la transidentité. Aaron Devor enseigne à l'université de Victoria depuis 1989 et est actuellement le doyen des études supérieures. Le magazine canadien Maclean's le décrit comme « un expert de renommée internationale sur le genre, le sexe et la sexualité ».

## Jeunesse et formation
Aaron Devor obtient un baccalauréat universitaire en psychologie de l'université York en 1971, une maîtrise en communication de l'université Simon Fraser en 1985, et un doctorat en sociologie de l'université de Washington en 1990. Aaron Devor effectue sa transition de genre en 2002, à 51 ans.

## Carrière
Aaron Devor est membre du groupe de travail de l'Association internationale Henry Benjamin de dysphorie de genre, à l'origine de la sixième édition des Standards de soin. Il a recueilli des témoignages d'expériences trans, et a fait des recherches biographiques sur le philanthrope Reed Erickson, homme trans lui-même. 
En 2015, l'ouvrage de Aaron Devor The Transgender Archives est finaliste pour le prix Lambda Literary dans la catégorie « Livre non-fictionnel LGBT ».
En 2016, à travers sa fondation, Jennifer Pritzker (en) donne 2 millions de dollars pour créer la première chaire d'études sur la transidentité au monde, à l'université de Victoria. Aaron Devor est choisi pour inaugurer la chaire.

### Sélection de publications
- (en) Devor, H, Gender Blending : Confronting the Limits of Duality, Indiana University Press, 1989, 192 p. (ISBN 978-0-253-20533-9 et 0253205336, lire en ligne).
- (en) Devor, H, FTM : Female-to-Male Transsexuals in Society, Indiana University Press, 1997, 695 p. (ISBN 978-0-253-21259-7 et 0253212596).
- (en) Devor, H, « Transsexualism, Dissociation, and Child Abuse An Initial Discussion Based on Nonclinical Data », Journal of Psychology & Human Sexuality, vol. 6, no 3,‎ 1994 (DOI 10.1300/J056v06n03_04).
- (en) H Devor, The Transgender Archives : Foundations for the Future, University of Victoria Libraries, 2014, 54 p. (ISBN 978-1-55058-524-7, OCLC 870562499).